# Brusco risveglio
Brusco risveglio (Rude Awakening) è un film del 1989 diretto da David Greenwalt e Aaron Russo.

## Trama
Jesus e Fred sono due amici che tornano a New York dopo 20 anni, sfuggiti ad un ispettore che dava loro la caccia; scopriranno che  i loro amici sono completamente cambiati e che hanno perso tutti quei valori che prima sostenevano con loro.